# Векерлен, Жан-Батист
Жан-Батист Векерлен (фр. Jean-Baptiste Weckerlin; 29 ноября 1821, Гебвиллер, Эльзас — 20 мая 1910, Троттберг, ныне в составе Гебвиллера) — французский архивариус, библиотекарь, композитор, музыковед-фольклорист, педагог и хормейстер.

## Биография
До 1844 года учился в Страсбурге, затем поступил в Парижскую консерваторию, где учился вокалу у Луи Антуана Поншара и композиции у Фроманталя Галеви. Некоторое время преподавал там же вокал, в 1850—1855 годах один из хормейстеров парижского Общества святой Цецилии. С 1863 года помощник консерваторского библиотекаря, в 1876 году после смерти Фелисьена Давида занял должность заведующего библиотекой Парижской консерватории и исполнял соответствующие обязанности вплоть до своей тяжёлой болезни в 1909 году; в 1885 году опубликовал каталог библиотеки.
Композиторское наследие Векерлена включает в себя, прежде всего, некоторое количество опер, преимущественно комических и одноактных, начиная с «Органиста в затруднении» (фр. L'Organiste dans l'embarras); часть опер Векерлена написана на либретто на эльзасском диалекте. Однако наибольшую известность принесли ему обработки и переложения французских народных песен, собранные в издании «Пастушеские напевы, романсы и песни XVIII века» (фр. Bergerettes, romances et chansons du XVIIIe siècle; 1860). Кроме того, Векерлен написал монографию «История инструментовки с XVI века до настоящего времени» (фр. Histoire de l'instrumentation depuis le seizième siècle jusqu'à l'époque actuelle; 1875).

## Сочинения

### Оперы
- 1853 — Органист в затруднении

### Песни
- 1853-55 — Отголоски прошлого (сборник песен), в т.ч популярные:
  - Ах, зачем я не лужайка.
  - Девы, спешите.
  - Лизетта встала.
  - Мама, что такое любовь.
  - Не забудьте, детки.
  - Нет, верить не в силах я.
  - Нинетта.
  - О пастушка младая.
  - Пастушка, резвушка.
  - Приди поскорее, весна.
  - Песня бабочки.